# 다카하시 다이고
다카하시 다이고(일본어: 髙橋 大悟, 1999년 4월 17일~)는 일본의 축구 선수이다.

## 구단 경력
다카하시는 2018년 J1리그의 시미즈 에스펄스에 입단했다. 2019년 8월 J3리그의 기라반츠 기타큐슈로 임대 이적했다. 2019년 J3리그 우승으로 J2리그로 승격했다. 2021년까지 97경기에 출전하여, 26득점을 넣었다. 2022년 시미즈 에스펄스로 복귀했다. 2023년 J2리그의 FC 마치다 젤비아로 이적했다. 2023년 J2리그 우승으로 J1리그로 승격했다. 2024년 7월 J2리그의 오이타 트리니타로 임대 이적했다. 2025년 FC 마치다 젤비아로 복귀했다.